# Geierstein
Der Geierstein oder Geigerstein ist ein 1491 m ü. NHN hoher Berg im westlichen Mangfallgebirge, einem Teil der Bayerischen Voralpen, und liegt nahe Lenggries im Isarwinkel.

## Beschaffenheit
Der Geierstein ist Teil eines in West-Ost-Richtung verlaufenden, nach Norden und Süden steil abfallenden Gebirgskamms. Von Lenggries her kommend, ist der Geierstein der erste markante Gipfel. Nach Osten anschließend ist der Kamm durch den Sonnersbachgraben unterbrochen (oder zum Schlagkopf hin nach Süden versetzt); der Kammweg erfordert einen Abstieg auf 1261 m. Weiter nach Osten folgt der höchste Gipfel des Kamms, der Fockenstein (1564 m); anschließend hält der Kamm eine Höhe von über 1100 m (beliebter Panoramaweg) bis kurz vor Bad Wiessee mit dem Durchbruch des Tegernsees. Von Lenggries Richtung Westen setzen Brauneck und Benediktenwand den Fockenstein-Geierstein-Kamm fort.
Der Geierstein ist nahezu vollständig bewaldet; nur in unmittelbarer Gipfelnähe tritt blanker Kalkstein aus dem Waldboden hervor.
Der Gipfel bietet einen Ausblick über den gesamten Isarwinkel, in die Münchner Schotterebene (bei Föhn Sicht bis nach München), in die Tegernseer Berge, auf Wetterstein und Karwendel.

## Name
Welcher Name des Bergs der „richtige“ ist, ist umstritten. Die Alpenvereinskarte schreibt „Geierstein“ und darunter klein und in Klammern „Geigerstein“.
Eine Legende berichtet von einem Geige spielenden Eremiten, dem ein Adler ein Auge auskratzte – und belegt damit, dass beide Namensformen schon seit langem nebeneinander bestehen.

## Wege
Aufgrund seiner Kammlage ist der Geierstein nur von Westen und Osten her auf Wanderwegen zugänglich. Die Überschreitung ist Teil des Maximilianswegs und damit des Europäischen Fernwanderwegs E4.
Der Aufstieg aus Westen beginnt am Schlossweiher, der mitten im Wald knapp oberhalb von Lenggries in einer Mulde zwischen Weinberg und Halsleiten liegt. Der Zugang dorthin erfolgt von Norden in 10 Minuten ab dem Bahnhof Lenggries, von Westen über den Kalvarienberg, oder von Süden ab dem Parkplatz hinter dem Schloss Hohenburg im Lenggrieser Ortsteils Anger. Der Weg, kaum mehr als eine Trittspur, verläuft durchweg in steilem Wald auf der Südseite des Kamms. Die Markierung ist derzeit (Stand 2012) lückenhaft und verblasst. Im Aufstieg ist selbständige Orientierung erforderlich; im Abstieg ist der Weg leichter zu erkennen. Dank dem Wald ist der Weg auch an heißen Tagen gut begehbar. Auf 1.050 m erreicht man das Markeck. Besonders ab der zweiten Hälfte ist sicheres Schuhwerk und Trittsicherheit gefragt, da der Anstieg auf schmalem Pfad immer felsiger und der Weg wurzeliger wird. Da der Anstieg als recht anstrengend und anspruchsvoll gilt, ist der Geierstein ein ruhiger Berg geblieben; er wird wesentlich seltener begangen als der benachbarte Fockenstein. Auf Schildern im Ort wird die Anstiegszeit mit zwei Stunden angegeben.
Der Zugang von Osten ist etwas schwieriger, da der ein wenig Kletterarbeit erfordert und über zwei schmale Grate mit links und rechts steil abschüssigen Berghängen führt. Der Gipfelweg beginnt auf einem Sattel (1320 m), auf dem sich ein Aufstieg aus Lenggries (Weg 610) und der Kammweg Richtung Fockenstein (1,5 h ab Geierstein) treffen. Somit sind verschiedene Rundwege und Überschreitungen möglich; wer mit öffentlichen Verkehrsmitteln anreist, kann den gesamten Geierstein-Fockenstein-Kamm überschreiten und ab Bad Wiessee zurückfahren (Bus zu den Bahnhöfen in Tegernsee und Gmund; im Sommer auch Schiff nach Tegernsee).

## Nachweise
1. ↑  Alpenvereinskarte Bayerische Alpen. BY13: Mangfallgebirge West. 1:25000. 1. Ausgabe 2009.
2. ↑   Sagen aus dem Isarwinkel, Willibald Schmidt, Bad Tölz, 1936, 1979; zitiert nach https://www.sagen.at/texte/sagen/deutschland/bayern/isarwinkel/geigerstein.html

## Galerie

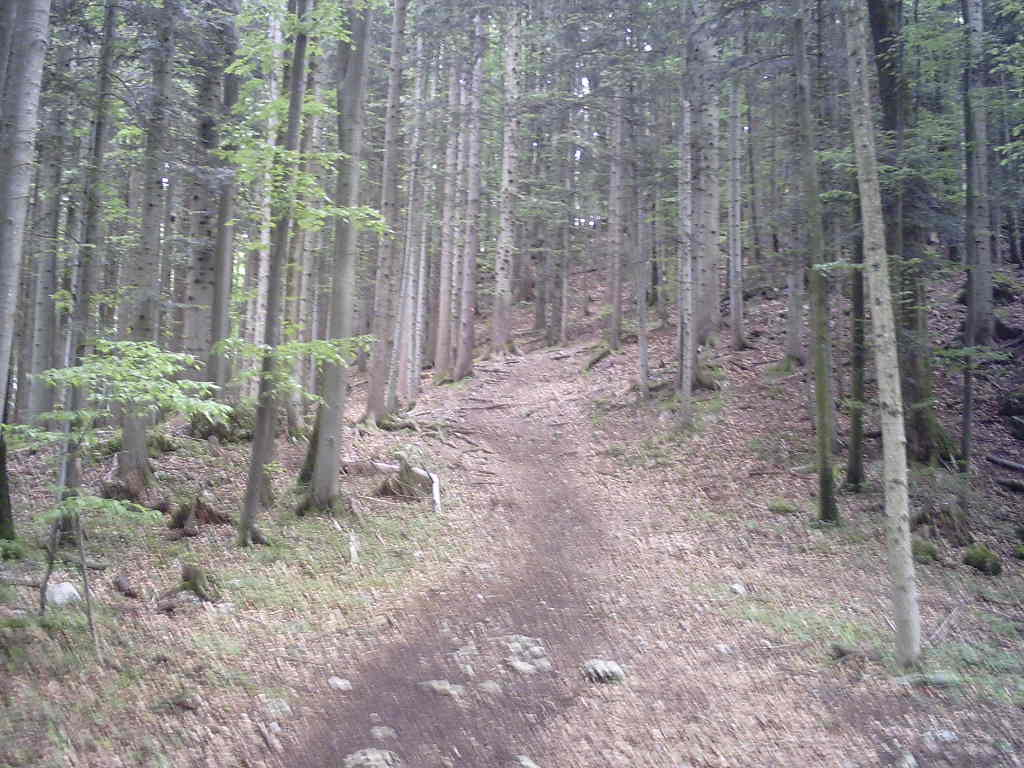
Beginn des Aufstieges zum Geierstein am Schlossweiher
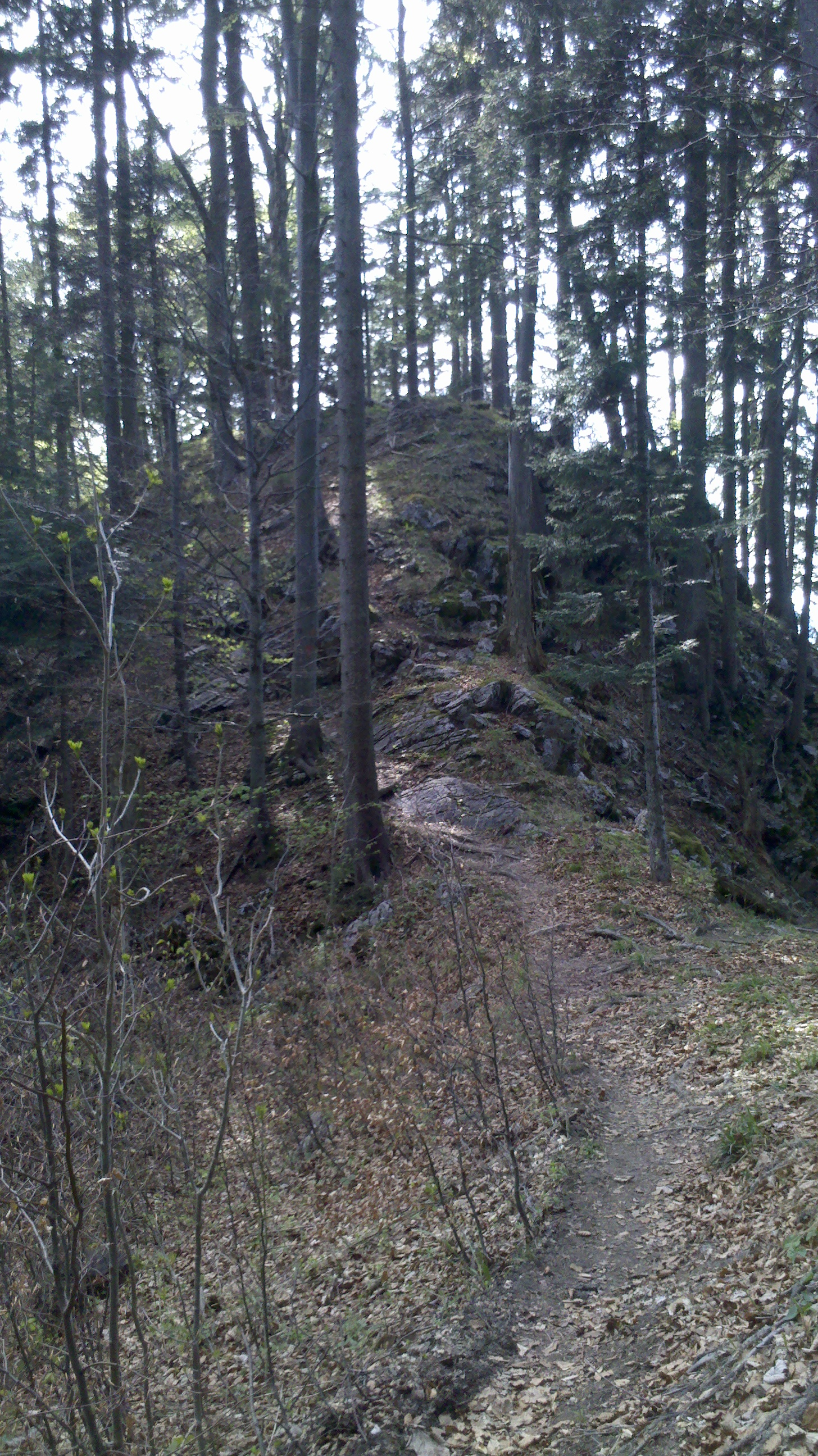
Namenloser Vorgipfel unterhalb des Markecks
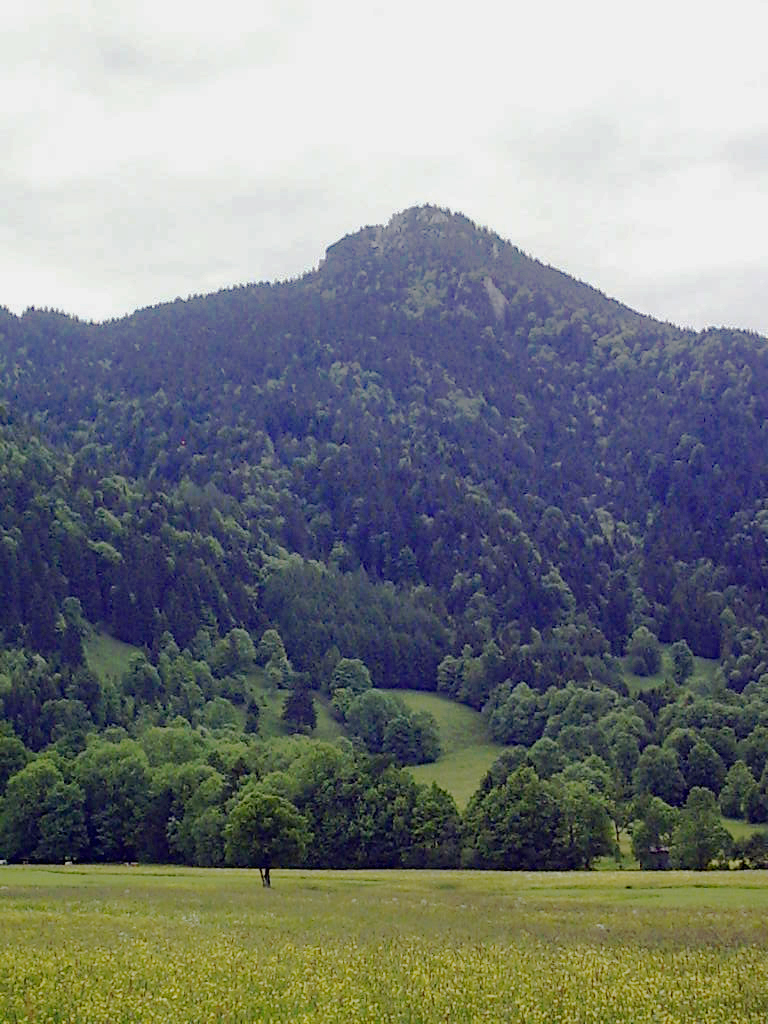
Der Geierstein von Lenggries aus
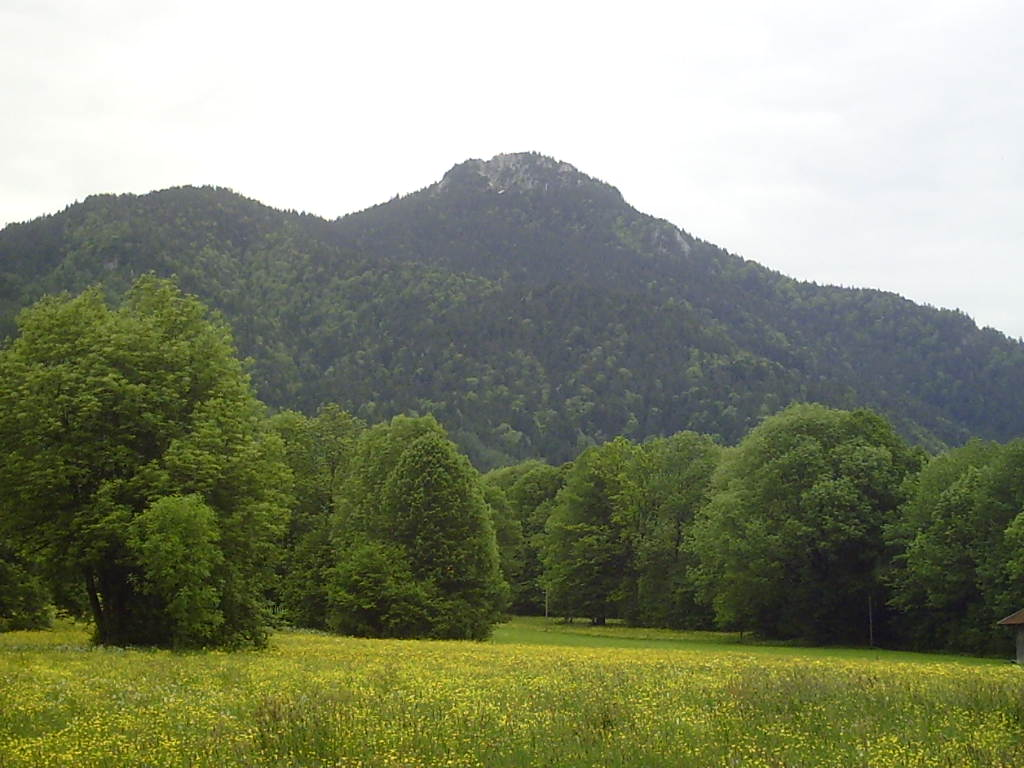
Nordseite des Berges
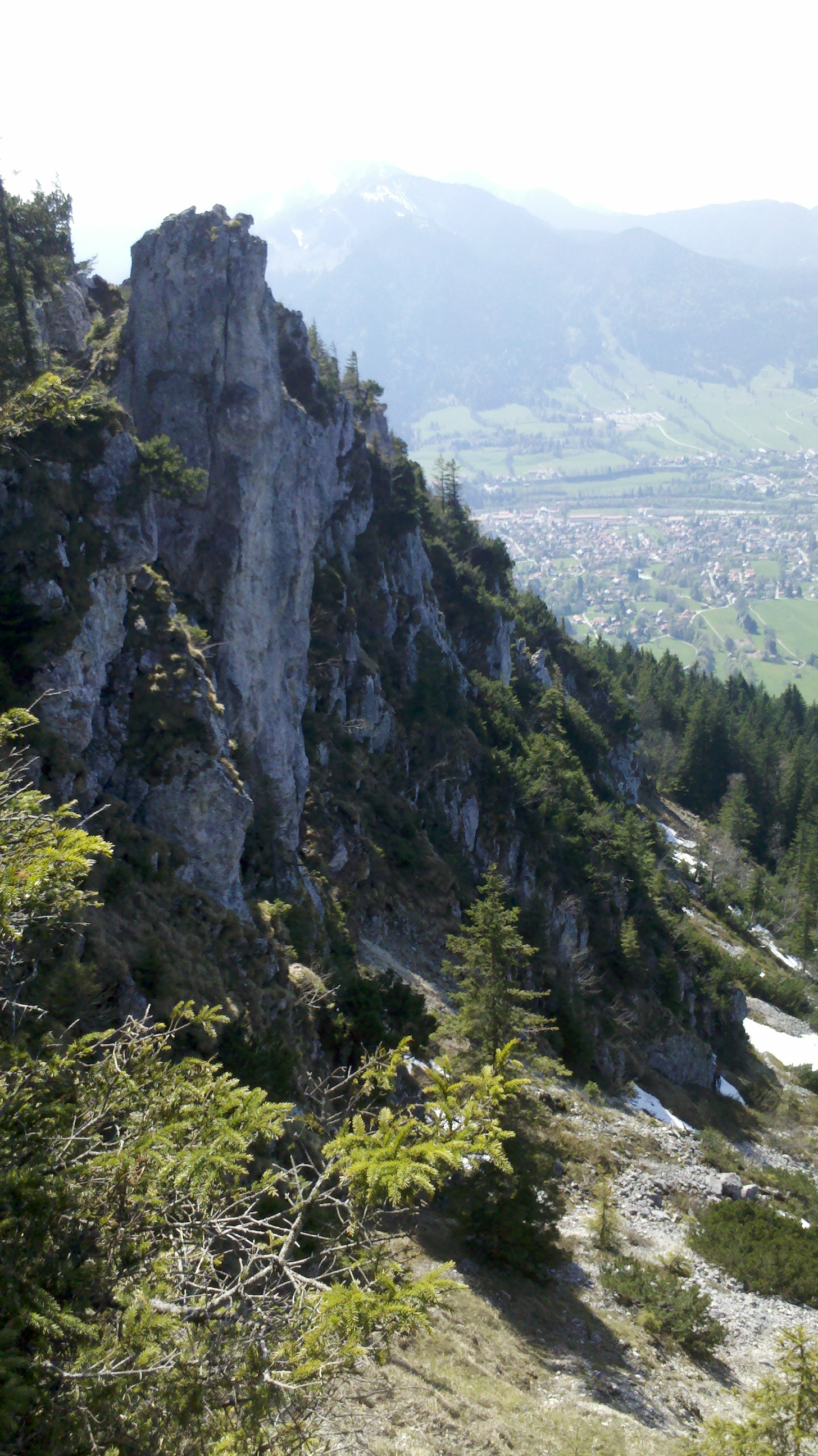
Nordflanke des Gipfels
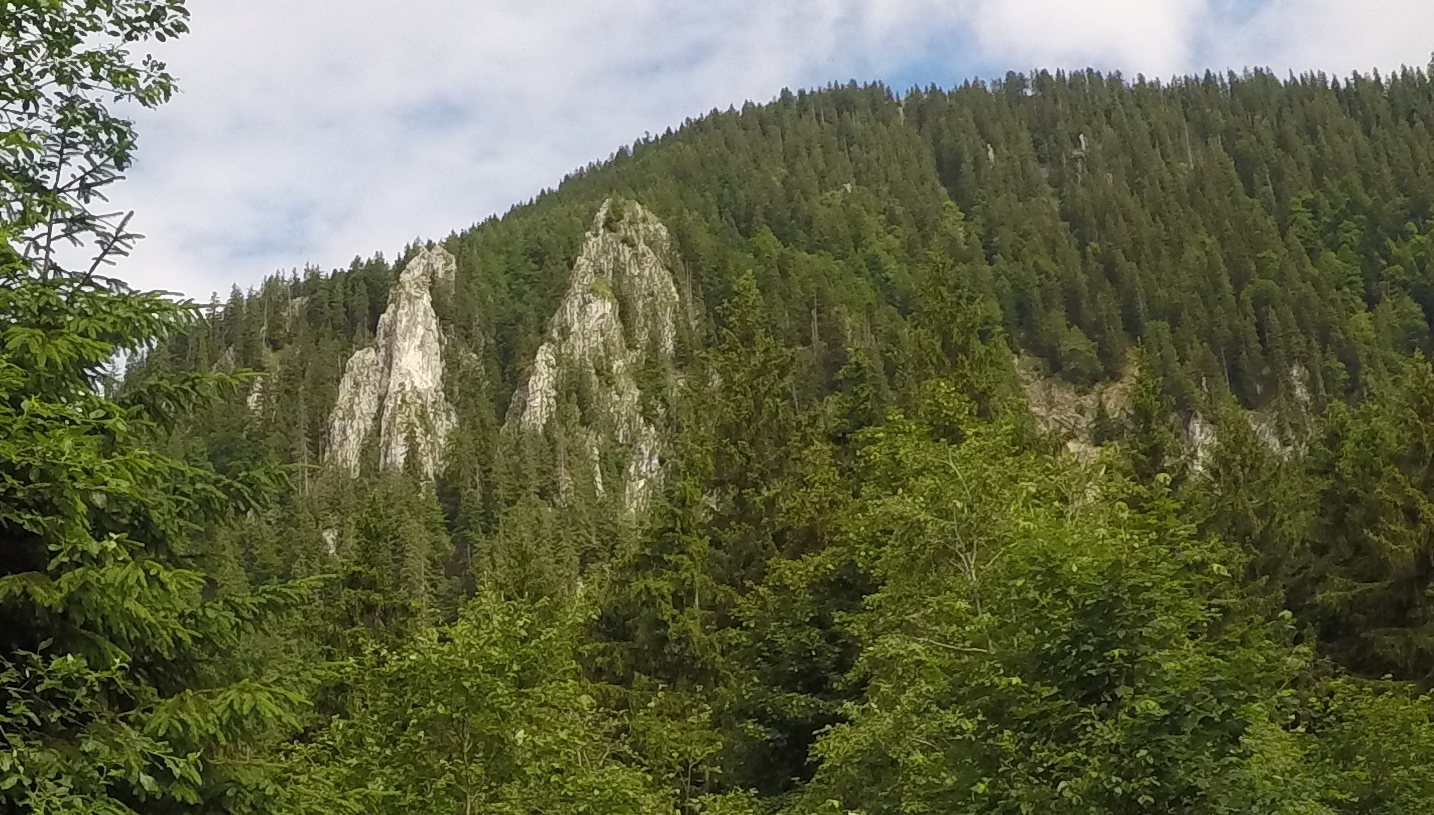
Südseite mit markanten Felstürmen Ramlsschnaken (1310 m)